# Polo (Missouri)
Polo – miasto w Stanach Zjednoczonych, w stanie Missouri, w hrabstwie Caldwell.